# (4963) Kanroku
(4963) Kanroku (1977 DR1) – planetoida z pasa głównego asteroid okrążająca Słońce w ciągu 4 lat i 69 dni w średniej odległości 2,6 j.a. Została odkryta 18 lutego 1977 roku.